# Dickson Greeting
Dickson Greeting ist ein US-amerikanischer Schwarzweiß-Stummfilm aus Jahre 1891. Dieser Kurzfilm wurde am 20. Mai 1891 im Black Maria Studio zu Testzwecken mit dem Kinetoskop gedreht. Hierbei wurde der Hauptdarsteller und Produzent William K. L. Dickson von Thomas Edison unterstützt.
Der Film feierte vermutlich am 27. Mai 1891 seine Uraufführung in einem Club der National Federation of Women’s.

## Handlung

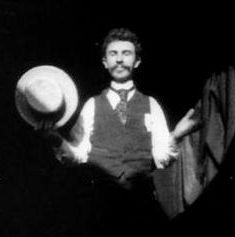
William K. L. Dickson begrüßt die Zuschauer

Ein Mann mit dem Namen Dickson steht auf einer Bühne und schwenkt seinen Hut zur Begrüßung.

## Bericht über den Film
In der New York Sun war am 28. Mai 1891 folgender Bericht über den Film zu lesen.

“The surprised and pleased club women saw a small pine box standing on the floor. There were some wheels and belts near the box, and a workman who had them in charge. In the top of the box was a hole perhaps an inch in diameter. As they looked through this hole they saw the picture of a man. It was a most marvellous picture. It bowed and smiled and waved its hands and took off its hat with the most perfect naturalness and grace. Every motion was perfect. There was not a hitch or a jerk. No wonder Edison chuckled at the effect he produced with his Kinetograph.”

„Die überraschten und erfreuten Frauen des Clubs sahen einen kleinen Kasten aus Kiefernholz auf dem Boden stehen. Es gab einige Räder und Riemen in der Nähe des Kastens und einen Arbeiter, der sie bediente. In der Oberseite des Kastens war ein Loch mit einem Durchmesser von vielleicht einem Zoll. Als sie durch dieses Loch blickten, sahen sie das Bild eines Mannes. Es war ein ausgesprochen großartiges Bild. Er verbeugte sich und lächelte und winkte mit den Händen und zog seinen Hut mit der größten Natürlichkeit und Anmut. Jede Bewegung war perfekt. Es gab keinerlei Ruckeln. Kein Wunder, dass Edison leise lachte über die Reaktionen, die er mit seinem Kinetographen auslöste.“

## Hintergrundinformationen
Der Film wird oftmals irrtümlicherweise als der erste amerikanische Film bezeichnet. Tatsächlich ist der Film Monkeyshines etwas älter und ist damit vermutlich der erste Film, der in den Vereinigten Staaten gedreht wurde. Der Film selbst wurde in einer Kurz- und einer Langfassung präsentiert.